# اچ‌ام‌اس بلروفون (۱۸۶۵)
اچ‌ام‌اس بلروفون (۱۸۶۵) (به انگلیسی: HMS Bellerophon (1865)) یک کشتی بود که طول آن ۳۰۰ فوت (۹۱٫۴ متر) بود. این کشتی در سال ۱۸۶۵ ساخته شد.